# نهائي كوبا ليبرتادوريس 1962
كانت نهائيات كوبا دي كامبيونيس عام 1962 هي السلسلة الأخيرة من انطلاق منافسات كرة القدم الأمريكية الجنوبية الأولى في عام 1962، كوبا دي كامبيونيس، المعروفة اليوم باسم كوبا ليبرتادوريس. حدث التنافس الكبير بين حاملة اللقب بينارول وسانتوس . ظهر بينارول الفائز باللقب مرتين على التوالي في النهائي الثالث للبطولة، في حين كان سانتوس يسعى للفوز البطولة للمرة الأولى.
في نصف النهائي، تعادل بينارول 2-2 بالنقاط مع غريمه الكلاسيكي ناسيونال بعد فوز كل منهما بمباراة. تم التنافس على مباراة فاصلة من أجل كسر التعادل ؛ انتهت المباراة بالتعادل وخاض بينارول نتيجة أفضل فارق إجمالي للأهداف. تجاوز سانتوس الدور الأول بفوزه بثلاث مباريات وتعادل مرة واحدة، وسجل عشرين هدفًا مذهلًا واستقبل ستة أهداف. احتوى الفريق على شخصيات لا تصدق مثل كوتينيو الرائع ، الأسطوري بيليه وبيبي العظيم ، من بين آخرين. في الدور نصف النهائي، أرسل الباليه بلانكو يونيفرسيداد كاتوليكا لكسب فتحة في النهائيات. استمر سانتوس في الإطاحة ببينارول بعد فوزه في المباراة الفاصلة 3-0 ليفوز بالمباراة النهائية ويصبح ثاني أبطال هذا الحدث المرموق.

## الفرق المتنافسة
| فريق    | الظهور في النهائيات السابقة |
| ------- | --------------------------- |
| بينارول | 2 ( 1960 ، 1961 )           |
| سانتوس  | -                           |